# 紹卡斯湖

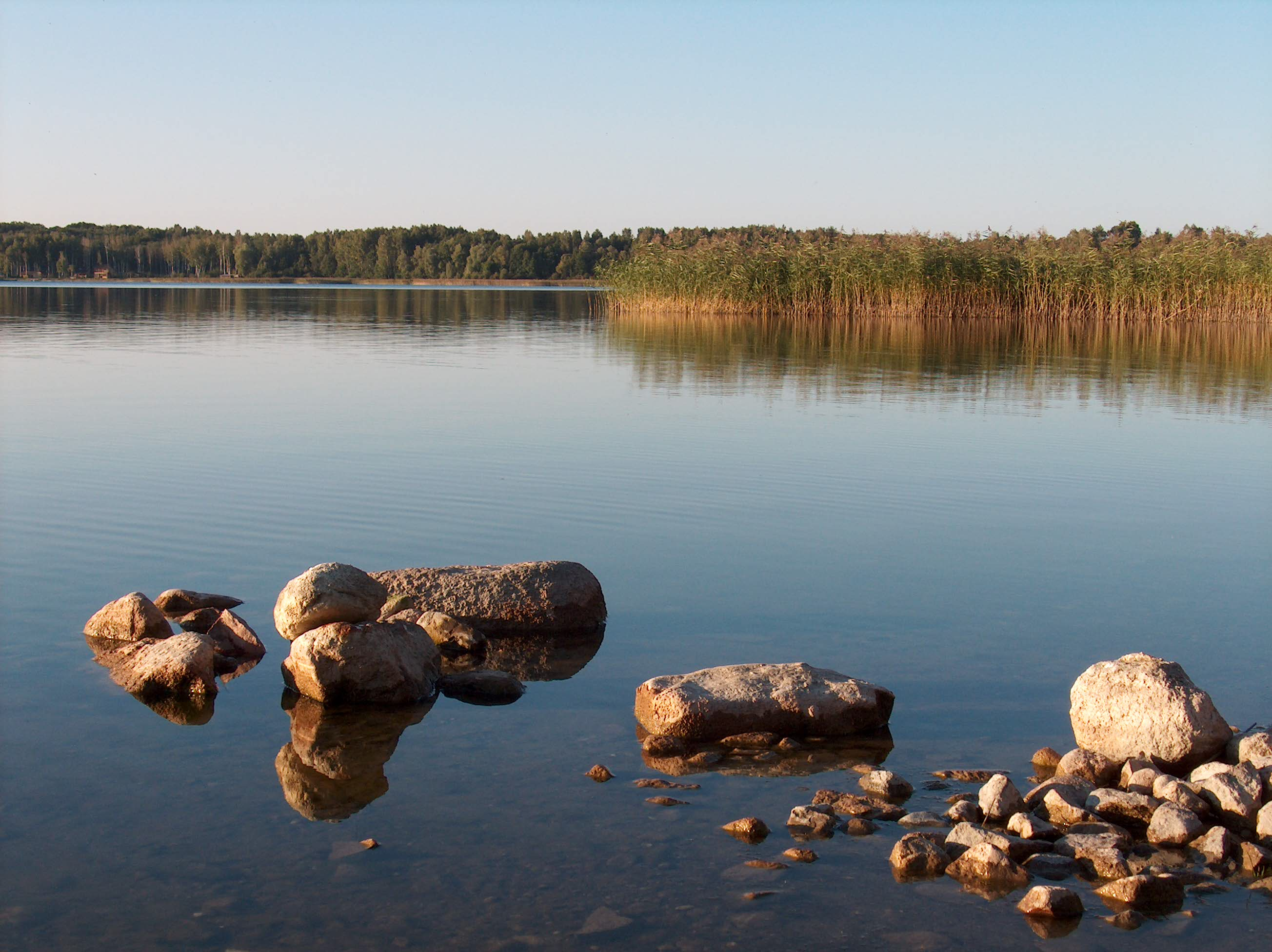
紹卡斯湖

紹卡斯湖（拉脫維亞語：Saukas ezers）是拉脫維亞的湖泊，位於該國東南部，長6.2公里，面積7.7平方公里，海拔高度78.7米，平均水深5.1米，最大水深9.5米，是8種魚類的棲息地。